# Museu Nacional de Villa Guinigi

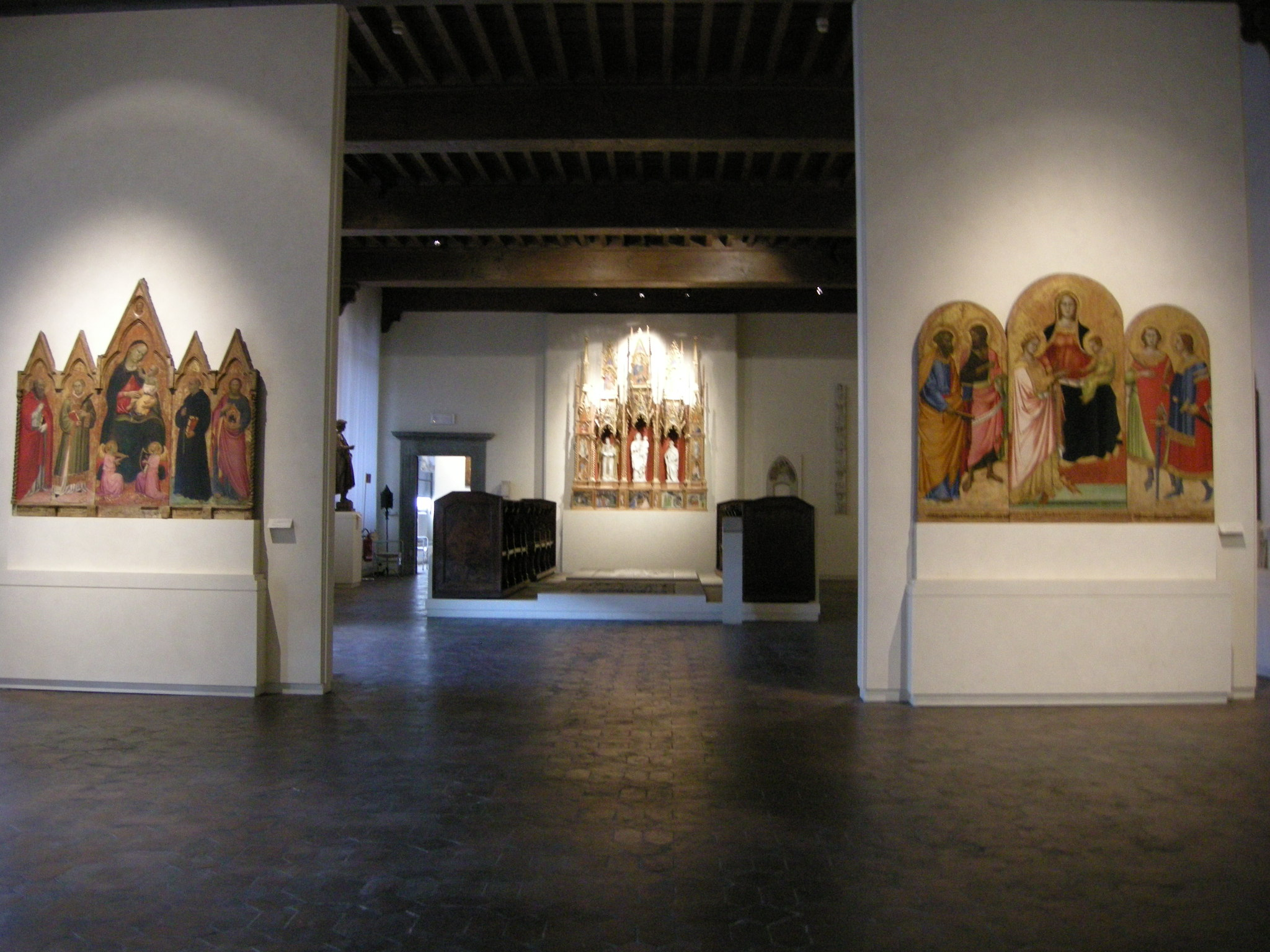
Uma das salas do museu

O Museu Nacional de Villa Guinigi é um museu de arte e arqueologia da Itália, localizado na cidade de Lucca.

## História
Ocupa um palácio construído a partir de 1413 para Paolo Guinigi, senhor de Lucca. Depois de sua morte o prédio passou para os cuidados da comuna e foi muito reformado, e grande parte do seu extenso parque foi loteado a partir de 1533. Nos séculos seguintes foi transformado em orfanato, casa de caridade e hospital. Em 1924 foi reestruturado como o Museu Cívico. Em 1948 foi comprado pelo estado italiano e restaurado. Em 1968 foi elevado à condição de Museu Nacional.

## Obras
Seu acervo compreende peças de arqueologia da região desde a Idade do Ferro, com itens da cultura etrusca e do período medieval em destaque. Na coleção de pinturas se encontram obras de Francesco Traini, Guido Reni, Donatello, Berlinghiero Berlinghieri, Giorgio Vasari, Jacopo da Pontormo, Spinello Aretino, Pompeo Batoni e Fra Bartolomeo, entre outros, além de esculturas de Matteo Civitali, Vecchietta e Tino di Camaino. Também existem uma seção de numismática e outra de instrumentos médicos do antigo Hospital de São Lucas, dos séculos XV a XVIII.